# 肖尔托·泰勒
肖尔托·泰勒（英語：Sholto Taylor，1972年9月1日—），新西兰男子轮椅橄榄球运动员。他曾代表新西兰参加1996年、2000年、2004年和2008年夏季残疾人奥林匹克运动会轮椅橄榄球比赛，获得一枚金牌和二枚铜牌。